# Timur Ansarowitsch Ajupow
Timur Ansarowitsch Ajupow (russisch Тимур Ансарович Аюпов; * 26. Juli 1993 in Moskau) ist ein russischer Fußballspieler.

## Karriere
Ajupow begann seine Karriere bei FK FSchM Moskau. Im März 2013 wechselte er in die Jugend von Rubin Kasan, wo er ab der Saison 2013/14 für die Reserve zum Einsatz kam. Für diese absolvierte er insgesamt 42 Partien in der drittklassigen Perwenstwo PFL, ehe das Team nach der Saison 2014/15 den Spielbetrieb einstellte, woraufhin er Kasan verließ. Nach einem halben Jahr ohne Klub wechselte er im Februar 2016 zum Drittligisten Wolga-Olimpijez Nischni Nowgorod. Für Nischni Nowgorod absolvierte er bis Saisonende neun Drittligapartien. In der Saison 2016/17 absolvierte er 22 Spiele und erzielte fünf Tore, mit Olimpijez stieg er zu Saisonende in die Perwenstwo FNL auf.
Nach dem Aufstieg gab der Defensivspieler im Juli 2017 gegen Awangard Kursk sein Zweitligadebüt. In seiner ersten Zweitligaspielzeit absolvierte Ajupow 30 Zweitligaspiele. In der Saison 2018/19 spielte er 31 Mal für den mittlerweile FK Nischni Nowgorod genannten Verein. Zur Saison 2019/20 schloss er sich dem Erstligisten FK Orenburg an. Dort debütierte er im Juli 2019 gegen den FK Rostow in der Premjer-Liga. In der Saison 2019/20 kam er zu 22 Einsätzen im Oberhaus, aus dem er mit Orenburg zu Saisonende allerdings abstieg.
In der Saison 2020/21 absolvierte er dann in der FNL 32 Partien. In der Saison 2021/22 kam er zu 31 Einsätzen, mit Orenburg stieg er nach zwei Jahren wieder in die Premjer-Liga auf. Im Oberhaus kam er dann in der Saison 2022/23 zu 23 Einsätzen für Orenburg. Zur Saison 2023/24 wechselte er zum Ligakonkurrenten Ural Jekaterinburg.

## Persönliches
Ajupows Vater Ansar Ajupow (* 1972) war ebenfalls Fußballspieler.